# Palpita indannulata
Palpita indannulata är en fjärilsart som beskrevs av Inoue 1996. Palpita indannulata ingår i släktet Palpita och familjen Crambidae. Inga underarter finns listade i Catalogue of Life.